# Acanthogyrus partispinus
Acanthogyrus partispinus är en hakmaskart som beskrevs av Caetano Xavier Furtado 1963. Acanthogyrus partispinus ingår i släktet Acanthogyrus och familjen Quadrigyridae. Inga underarter finns listade i Catalogue of Life.